# 鈴木梨央
鈴木梨央 （2005年2月10日—），日本女演員，埼玉縣出身，經紀公司為Jobbykids，唱片公司為愛貝克思。

## 演藝生涯
開始藝能活動的契機，是因為看了電視劇《Mother》，抱著「想要變的像蘆田愛菜那樣」的想法，前往參加蘆田所屬的事務所Jobbykids舉辦的選秀會。2012年，參演電視劇《青蛙公主》，以童星身分正式出道。
2013年，參與NHK大河劇《八重之櫻》演出，扮演主角「新島八重」的童年時期，此時開始受到矚目。其後，以NHK的東日本復興應援企劃主題曲〈花正在開〉正式以歌手身分出道。同年，以電視劇《Woman》女主角的女兒「望海」一角為人所知；翌年，再以《明天媽媽不在》劇中的穩定感演技博得關注，為日本受矚目的童星之一。
2015年1月，初次主演連續劇《哥哥扭蛋》，由野島伸司編劇。鈴木在觀眾投票中被視為是次世代的未來之星。同年，在NHK晨間劇《阿淺來了》中一人分飾主角的童年時期以及主角的獨生女，其演技受到好評。也是至2019年為止，唯一在大河劇及晨間劇皆有飾演主角童年時期，後續又以主角的女兒身分再登場的童星。
2015年開始參與大塚製藥旗下商品「寶礦力水得」的廣告「寶礦力，非喝不渴。」系列，與吉田羊合作演出母女。
2015年11月上映的法國動畫電影《小王子》為個人首次參與動畫配音的作品。該片入選第68屆坎城影展的非競賽單元，並邀請全球各語言版本的配音員參與該片的全球首映，鈴木因此成為日本歷史上最年輕的在坎城影展上亮相的女性主演。
2019年3月初次主演電影《兒童食堂》。

## 個人
- 家庭成員4人，有一個姐姐。家裡另外有養一隻名為「Kira」的貴賓犬[4]。
- 左撇子。為了飾演《八重之櫻》中的實際人物新島八重，所有場景——包括使用筷子、繪畫及接觸鐵炮等——皆特別訓練使用右手[13]。
- 2012年，作為舞群，與促使自己開始演藝生涯的蘆田愛菜，於蘆田首場個人演唱會初次合作[13]。後於2014年《明天媽媽不在》初次合作演出連續劇。本人非常開心的表示：「能與憧憬的愛菜合作，好像作夢一般，非常雀躍，真的真的好高興」[14]。
- 在背台詞時，都是先自己集中精神背誦，背起來之後再請媽媽協助演對手戲。較為困難的台詞和方言等內容，只要以特定節奏背下來，之後回到正常模式便能流暢表現台詞。[4]。『阿淺來了』中，從試鏡開始就說得一口完美京都方言，連方言指導老師都大吃一驚表示「這種音感好的孩子難得一見」[7]。
- 憧憬的演員是曾在《Woman》一劇共同演出的滿島光、田中裕子，及《八重之櫻》等劇合作過的綾瀨遙[4]。
- 喜歡的歌手是miwa、西野加奈、絢香。
- 喜歡的科目為算術和音樂[4]。喜歡的顏色是藍色[4]。喜歡的甜點則是香草口味冰淇淋[4]。
- 興趣是彈奏吉他，自2014年開始練習至今。據稱是為了學會彈最喜歡的歌手絢香的《三日月》[4]。後來在「寶礦力水得」系列廣告中也有彈奏烏克麗麗[15]。

## 戲劇演出

### 電視劇
- 青蛙公主 （2012年，富士電視台）：飾 皆川里子
- 八重之櫻 （2013年、NHK）：飾 新島八重 （童年）
- Woman （2013年7月3日－9月11日，日本電視台）：飾 青柳望海
- 金田一耕助VS明智小五郎（日语：金田一耕助VS明智小五郎#テレビドラマ『金田一耕助VS明智小五郎』） （2013年9月23日，富士電視台）：飾 正木玉緒
- 萬事占卜處 歡迎來到陰陽屋 第1話 （2013年10月8日，富士電視台）：飾 里見由實香
- 明天媽媽不在 （2014年1月 - ，日本電視台）：飾 真希 （鈍器）
- 真相大白 第5話 （2014年，TBS電視台）：飾 華村美雪）
- 哥哥扭蛋 （2015年1月－3月 ，日本電視台）：飾 雫石美子 （主演）
- 世界奇妙物语 25周年春季特别篇－面 （2015年4月 - ，日本電視台）：飾 未来
- 虐待狂刑警 第四話 （2015年5月2日，日本電視台）：飾 真島麻亞 （客串）
- 37.5℃的眼淚 （2015年7月9日，TBS電視台）：飾 朝比奈小春
- NHK晨間劇 阿淺來了 （2015年9月28日 - ，NHK）：飾 今井淺 （幼年時期）、白岡千代 （少女時期） （分飾兩角）
- 別讓我走 （2016年1月15日 - ，TBS）：飾 保科恭子 （幼年期）
- 精靈守護者 第二季 （2017年1月，NHK）：飾 阿斯拉
- 全力失踪 （2017年9月3日 - 10月22日，NHK BS Premium）：飾 磯山ななみ
- 水戶黃門 第7話 （2017年11月15日，TBS電視台）：飾 鶴姫
- 最強名醫 新春特別篇2 （2018年1月4日，朝日電視台）：飾 折原美都
- OH MY JUMP!少年JUMP救地球 最終話 （2018年3月23日，東京電視台）：飾 AI
- 岌岌可危大飯店!（日语：崖っぷちホテル!） 第1話 （2018年4月15日，日本電視台）：飾 笹川奈菜美
- 月曜名作劇場 新・淺見光彥系列5（日语：浅見光彦シリーズ_(TBSのテレビドラマ)） （2019年1月7日，TBS）：飾 保田香菜
- 大岡越前5（日语：大岡越前 (2013年のテレビドラマ)） 第2話 （2020年1月17日，NHK BS Premium）：飾 おけい
- 未滿警察 Midnight Runner（日语：未満警察 ミッドナイトランナー） 第1話・最終話 （2020年6月27日・9月5日，日本電視台）：飾 平山みく
- 青色校警·嶋田隆平 （2021年1月12日 - 3月16日，關西・富士電視台）：飾 尾崎香澄
- 繭居老師（日语：ひきこもり先生） （2021年6月12日 - 7月10日，NHK）：飾 堀田奈々
- 生命的接力棒～領養寶寶牽起的羈絆～（日语：命のバトン） （2021年11月18日，NHK）：飾 櫻田結 （主演）
- 通往內心的橋—兒童心理診所—（日语：リエゾン_-こどものこころ診療所-#テレビドラマ） 第4話 （2023年2月10日，朝日電視台）：飾 しずく

### 電影
- 第七日的奇蹟 （2013年3月26日，松竹）
- ST 警視廳科學特搜班 （2015年1月10日，東寶）：飾 堂島椿
- 只有我不存在的城市 （2016年3月19日，華納）：飾 雛月加代
- HiGH&LOW 熱血街頭系列 ：飾 エリ
  - HiGH&LOW THE MOVIE 2 / END OF SKY（2017年8月19日）
  - HiGH&LOW THE MOVIE 3 / FINAL MISSION（2017年11月11日）
- 解憂雜貨店 （2017年）：飾 小芹（童年）
- 兒童食堂（日语：こどもしょくどう） （2019年3月23日）：飾 木下ミチル （主演）
- 一路玩到掛（2019年10月11日，華納）：飾 神崎真梨恵
- 神之筆 〜怪獸之島〜（2024年7月26日，United Entertainment Inc.）：飾 時宮朱莉 （主演）

### 外國影視配音
- 末日Z戰 （2013年）：飾 瑞秋
- 小王子 （2015年11月21日）：飾 小女孩
- Logan/盧根 （2017年）：飾 「X-23」蘿拉·金尼（主演）
- 小鬼當家3 壞消息（2019年，日本電視台播映）：飾 莫莉·普魯特
- 淘氣小女巫系列（2020年 - ，NHK播映）：飾 迷兒·哈寶（主演）

### 電視動畫
- 多羅羅 （2019年）：飾 多羅羅（主演）
- 遊戲王SEVENS （2020年）：飾 安立美美
- 遊戲王GO RUSH （2022年）：飾 安立瑪喵

### 動畫電影
- 謙虛的英雄（2018年）：飾 卡尼諾（主演）
- 電影 屁屁偵探 舒芙蕾島的秘密（2021年）：飾 町娘ルル
- 閣樓的拉傑（2023年）：飾 阿曼達[16]

## 廣告代言
- JA共済
- Takara Tomy
  - 「ケータイわんこ おせわプラス」[17]
- JAPAN GATEWAY 『DIFRESCA』
  - 「登場 篇」 （2013年）
  - 「ディフレスカ 60秒 篇」 （2013年）
  - 「ローヤルゼリーエキス＆ハチミツ 篇」  （2013年）
  - 「ディフレスカ シルクエキス 篇」 （2013年）
- KDDI「auスマートバリュー」 - 飾 おとくちゃん
  - 「おとくちゃん 篇」（2014年2月 - 5月）
  - 「おとくちゃん2話 篇」（2014年6月 - ）
  - 「お宅訪問 篇」（2014年10月 - ）
  - 「おとく三姉妹 ご当地」篇（2015年7月 - ）
- KDDI「au WALLET」 - 飾 おとくちゃん
  - 「おとくな店の地図」篇（2015年7月 - ）
- KDDI「auシニアスマホ」 - 飾 おとくちゃん
  - 「二人の悩み」篇（2015年8月 - ）
- 豐田汽車 『Noah車系』 - 飾 小珠的女兒
  - 「野比大雄與小珠的女兒 篇」 （2014年8月 - ）
- 大塚製藥 寶礦力水得 「寶礦力，非喝不渴。」系列（2015年1月 - ）
  - 「冬の乾燥篇 （洗たくもの篇・加湿器篇）」 （2015年1月 - 3月）
  - 「春の乾燥篇 （サクラ篇・パジャマ篇）」 （2015年3月）
  - 「夏の親子篇 （親子でキャンディーズ篇、親子で風呂掃除篇）」 （2015年6月 - ）[18]
  - 「スルメ」「枯葉」篇（2015年12月 - ）
  - 「マラソンとかけて」「乾燥に注意」篇（2016年1月 - ）
  - 「こわいこわいは熱中症」「水色の車とウクレレ」「ウクレレ（たべなきゃ）」篇（2016年5月 - ）[15]
  - シリーズ第6弾『冬の乾燥にポカリスエット』（さよならなんて云えないよ）
    - 「ふたりでゼリーを」篇（2016年11月 - ）『ポカリ、たべなきゃ。』
    - 「冬はつらいよ」篇（2016年11月 - ）
    - 「ふたりでナイスキャッチ」篇（2016年12月 - ）
    - 「ふたりで窓ふきを」篇（2016年12月 - ）
    - 「木枯らしに抱かれて」篇（2016年12月 - ）

  - 「カモメとポカリ音頭」「カモメと夏がきたならボサノバ」篇（2017年5月 - ）
  - 「カモメと電信柱」「なつやすみのジェリー」篇（2017年6月 - ）
  - 「もしもあなたが」「楽器やさんの前で」「練習中のふたり」篇（2017年11月 - ）
  - 「気をつけてお嬢さん」篇（2018年6月9日 - ）[19]
  - 「母娘の揺れる想い」「プールでテニス」「真夏のカーリング」「恋のささやき」篇（2019年6月8日 - ）
  - 「ジェスチャーいきます」「あったかいね。おいしいね。」篇（2022年1月8日 - ）[20]
  - 「ふたりで金魚すくい」篇・「ふたりで海に行く」篇・「ふたりでつめたーく」篇（2022年6月4日 - ）[21]
  - 「日傘のひと」篇・「じっとしてて」篇・「それは暑さのせい踊り」篇・「ゼリー三人娘」（2023年6月3日 - ）[22]
- 獅王『ルック おふろの防カビくん煙剤』
  - 「銀イオン姉妹」篇（2015年5月 - ）
  - 「ルック防カビ 解放宣言」篇（2016年11月 - ）[23]
- 味之素『法式清湯』
  - 「千切りキャベツのスープ野菜」篇（2015年9月 - ）
  - 「夏がいっぱいスープ野菜」篇（2016年5月 - ）
- SKY PerfecTV! 系列廣告 （2018年10月 - 2019年1月）

## 其他
- 「ママフェス 2013 スプリング」 Talk＆Live Show 出演 （2013年5月18日）

## 出版
- ，ISBN 978-4-8470-9270-1 （2014年9月23日）

## 音樂作品

### 單曲
|     | 發行日期       | 標題                         | 生產序號                                 | Oricon公信榜 最高排名 |
| --- | -------------- | ---------------------------- | ---------------------------------------- | --------------------- |
| 1st | 2013年4月17日  | 親與子的「花正在開」         | AVCD-48225                               | 119位                 |
| 2nd | 2016年11月23日 | 呱呱叫的烏鴉勘三郎/不跳舞嗎? | AVCD-83715/B（CD＋DVD） AVCD-83716（CD） | 62位                  |

### 商業合作
| 標題                   | 合作目標                                   |
| ---------------------- | ------------------------------------------ |
| 呱呱叫的烏鴉勘三郎     | NHK『大家來唱歌』2016年10月 - 11月期的歌曲 |
| 搖擺的想念             | 寶礦力水得廣告歌曲                         |
| 寒風中的擁抱           | 寶礦力水得廣告歌曲                         |
| 溫柔的那孩子           | 寶礦力水得廣告歌曲                         |
| 為你心動               | 寶礦力水得廣告歌曲                         |
| 鄉村路帶我回家         | 寶礦力水得廣告歌曲                         |
| 熱帶姑娘               | 寶礦力水得廣告歌曲                         |
| 只有一個               | 寶礦力水得廣告歌曲                         |
| 閉上雙眼               | 寶礦力水得廣告歌曲                         |
| サーフ天国、スキー天国 | 寶礦力水得廣告歌曲                         |

## 外部連結
- jobbykids - 鈴木梨央 個人介紹頁面（页面存档备份，存于） （日語）
- 鈴木梨央 オフィシャルサイト- avex（页面存档备份，存于） （日語）
- 鈴木梨央 - NHK人物録